# Good for You
Good for You (с англ. — «Рада за тебя») — песня американской актрисы и певицы Селены Гомес с её второго студийного альбома Revival. Композиция записана в дуэте с A$AP Rocky, который также написал эту песню вместе с Джулией Майклз, Джастин Трантером и Ником Монсоном. Гомес, которая была вовлечена в процесс записи песни, стремилась отразить себя, как молодую девушку, показать свою уверенность.

## Написание и релиз
«Good for You» была написана Джулией Майклз, Джастином Трантером, Ником Монсоном и A$AP Rocky. Селена записала песню в студии за 45 минут. Гомес объяснила, что эта песня — лучшее начало для неё нового альбома. Композиция стала первой коллаборацией Селены с рэпером, выпущенной в качестве лид-сингла. Изначально песня должна была стать сольной, но в итоге выпустили сразу две её версии: сольную и в дуэте с A$AP Rocky.
Песня была выпущена 22 июня 2015 года под лейблами Interscope и Polydor. За первые несколько часов композиция заняла 1 место iTunes в 36 странах, и не покидала первую десятку даже спустя месяца после релиза.

## Видеоклип
Видеоклип был выпущен 26 июня 2015 года на VEVO. За первую неделю клип собрал более 14 миллионов просмотров и был положительно оценён фанатами певицы, отметив её рост в музыкальном плане. 18 августа была представлена версия клипа с участием A$AP Rocky.

## Номинации
Песня была номинирована на премии Teen Choice Awards в категории Лучшая песня лета. Также композиция представлена в двух категориях на World Music Awards: Лучшая мировая песня и Лучший мировой видеоклип.

## Коммерческий успех
«Good for You» дебютировал с девятой позиции в американском чарте Billboard Hot 100 с продажами 179,000 копий. Это лучший дебют сингла в карьере Селены.
30 июля 2015 года сингл получил золотую сертификацию в США, разойдясь тиражом в 500 000 копий. В начале сентября продажи превысили 900 000 копий, и сингл получил свою первую платиновую сертификацию в Соединённых Штатах.

## Сертификации и продажи
| Регион | Сертификация  | Продажи   |
| --- | ------------- | --------- |
| Австралия (ARIA) | 2× Платиновый | 140 000   |
| Канада (Music Canada) | 2× Платиновый | 160 000*  |
| Дания (IFPI Danmark) | Платиновый    | 60 000^   |
| Германия (BVMI) | Золотой       | 200 000   |
| Италия (FIMI) | Платиновый    | 50 000    |
| Мексика (AMPROFON) | Золотой       | 30 000*   |
| Новая Зеландия (RMNZ) | Золотой       | 7500*     |
| Норвегия (IFPI Norway) | 3× Платиновый | 180 000   |
| Польша (ZPAV) | 2× Платиновый | 100 000   |
| Португалия (AFP) | Золотой       | 10 000    |
| Испания (PROMUSICAE) | Золотой       | 20 000    |
| Швеция (GLF) | 2× Золотой    | 40 000    |
| Великобритания (BPI) | Платиновый    | 600 000   |
| США (RIAA) | 3× Платиновый | 3,000,000 |
| * Данные о продажах приведены только на основе сертификации. · ^ Данные о тиражах приведены только на основе сертификации. · Данные о продажах + прослушиваниях приведены только на основе сертификации. |               |           |